# ریچارد وبر

دکتر ریچارد وبر

ریچارد وبر (به انگلیسی: Richard Webber) یکی از شخصیت‌های اصلی سریال آناتومی گری است و جیمز پیکنز جی آر این نقش را ایفا کرده‌است.